# قرار مجلس الأمن التابع للأمم المتحدة رقم 516
قرار مجلس الأمن التابع للأمم المتحدة رقم 516، المتخذ في 1 آب / أغسطس 1982، بعد التذكير بالقرارات 508 (1982)، 509 (1982)، 512 (1982)، 513 (1982) و515 (1982)، طالب المجلس بوقف فوري للأنشطة العسكرية بين إسرائيل ولبنان، مشيراً إلى خروقات وقف إطلاق النار في بيروت.
ثم سمح القرار للأمين العام بنشر مراقبي الأمم المتحدة على الفور في العاصمة اللبنانية بيروت وحولها، وتقديم تقرير عن الوضع في موعد لا يتجاوز أربع ساعات من اتخاذ هذا القرار.